# Lancelotto Politi
Lancelotto Politi aussi appelé, après son entrée en religion, Ambroise Catharin Politi ou Ambrogio Catarino Politi (1484–1553) est un frère dominicain italien, docteur en droit canon, qui a joué un rôle important dans le mouvement de la Contre-Réforme.
Historiens et théologiens considèrent généralement Catharin comme un brillant excentrique. Il a fréquemment été accusé d'enseigner de fausses doctrines, mais serait cependant toujours resté fidèle à l'orthodoxie.

## Biographie
Politi est né à Sienne en 1484. Il devient docteur à l'âge de 16 ans en droit civil et en droit canon de l'Université de Sienne. Après avoir circulé dans plusieurs universités en Italie et en France, il est nommé professeur à Sienne en 1508. Il a eu parmi ses élèves Giammaria Ciocchi del Monte, qui devient le pape Jules III, et Sixte de Sienne, un Juif converti qui, tout en estimant son maître, a sévèrement critiqué certains de ses ouvrages.
Vers 1513, il entre dans l'Ordre dominicain au couvent San Marco à Florence, et changea son nom en celui d'Ambrosius Catharinus (Ambrogio Catarino), en l'honneur de deux saints sienneois, Ambrogio Sansedoni et Catherine de Sienne. Il y étudie la Bible et la théologie sans aucun maître. Cela peut expliquer son indépendance d'esprit qui l'a mené à défendre des idées originales, notamment en ce qui a trait à la prédestination et à la certitude de la grâce. « Bien que théologien, il avouait lui-même qu'il ne s'embarrassait pas de l'autorité de saint Augustin [ni] de celle de saint Thomas. »
De 1532 à 1538, il semble avoir vécu en France : on le trouve à Paris, Lyon et Toulouse. En 1538-39, il est à Rome, puis séjourne de nouveau en France où il demeure jusqu'en 1543.
Il a défendu vigoureusement le catholicisme contre Martin Luther et a joué un rôle important lors du Concile de Trente, auquel il avait été convié par son ancien élève, le cardinal del Monte, légat de Paul III. Il s'y signale par des interventions qui ne furent pas toujours les plus heureuses, manifeste un zèle quelque peu intempestif dans la défense de thèses agréables à la Curie romaine (caractère romain de l'Eglise catholique, résidence des évêques, etc.) et ne craint pas d'attaquer dans une suite d'écrits de polémique ses confrères dominicains, en particulier Bartolomé Carranza et Domingo de Soto. Au cours de la troisième séance publique du Concile, tenue le 4 février 1546, Catharin prononce un discours remarqué, publié plus tard sous le titre Oratio ad Patres Concilii Tridentini (Louvain, 1567 ; Paris, 1672), et qui a influencé la Contre-Réforme.
Dans son De libris a christiano detestandis et a christianismo penitus eliminandis (Rome, 1552), il consacre un chapitre spécial à Machiavel intitulé « Quam exsecrandi Machiavelli Discursus et Institutio sui Principis ». Il y dénonce la théorie de Machiavel comme contraire au christianisme et rejette la thèse selon laquelle la religion serait un instrument du pouvoir.
En dépit des attaques que suscitent ses positions doctrinales, il est nommé évêque de Minori en 1546 puis, en 1552, archevêque de Conza dans la province de Naples. Le pape Jules III, qui a succédé à Paul III, le fait venir à Rome, dans l'intention, selon Jacques Échard, de le nommer cardinal, mais Catharin meurt avant d'avoir eu cet honneur.
Selon Pallavicino et d'autres autorités, le Concile de Trente n'a pas condamné ses opinions singulières. Son zèle était bien connu. Il a défendu la doctrine de l'Immaculée conception de la Vierge. Selon Échard, il a regretté à la fin de sa vie la violence avec laquelle il avait combattu les thèses du cardinal Cajetan et du père Dominique Soto. Il est mort à l'âge de 69 ans.

## Publications
Ses principaux ouvrages sont :
- Apologia pro veritate catholicæ et apostolicæ fldei ac doctrinæ, adversus impia ac pestifera Martini Lutheri dogmata, Florence, 1520.
- Speculum hæreticorum, Cracovie, 1540 ; Lyon, 1541.
- Annotationes in commentaria Cajetani super sacram Scripturam, Lyon, 1542.
- Claves duae, ad aperiendas intelligendasve scripturas sacras perquam necessariae, quod opus nunc primum in lucem prodiit, Lyon 1543.
- Tractatus quæstionis quo jure episcoporum residentia debeatur, Venise, 1547.
- Defensio catholicorum pro possibili certitudine gratiæ, Venise, 1547.
- Es bonus corripuit editor ad hoc intendere usus invexit errorem, Rome, 1548.
- Discorso del reverendo p. frate Ambrosio Catharino Polito, vescouo di Minori. Contra la dottrina, et le profetie di fra Girolamo Sauonarola, con gratia & privilegio, Venise, 1548.
- De persona et doctrina Martini Lutheri, iudicium fratris Ambrosij Catharini Politi, 1548.
- Summa doctrinæ de prædestinatione, Rome, 1550.
- Commentaria in omnes D. Pauli epistolas et alias septem canonicas, Venise, 1551.
- Disputatio pro veritate immaculatæ conceptionis B. Virginis, Rome, 1551.

Outre ces titres, il a aussi publié de nombreux opuscules, notamment sur la Providence et la prédestination, sur l'état des enfants morts sans être baptisés, sur la communion des jeunes enfants, sur le célibat, contre Érasme et sur les traductions de la Bible en langues vernaculaires.

## Sources
- Catholic encyclopedia (1913)
- Alexis-François Artaud de Montor, Machiavel : son génie et ses erreurs. (2 tomes), 1833 Tome 1 ; Tome 2)
- Giorgio Caravale, Beyond the Inquisition: Ambrogio Catarino Politi and the origins of the Counter-Reformation, University of Notre Dame Press, 2017.
- (it) Raimondo Spiazzi, Enciclopedia del pensiero sociale cristiano, 1992 (lire en ligne)